# ورم الغدة اللعابية
سرطان الغدة اللعابية هو سرطان يتكون في أنسجة الغدة اللعابية . الغدد اللعابية تصنف إلى رئيسية وثانوية . الغدد اللعابية الرئيسية تحتوي على الغدة النكافية , الغدة تحت الفك السفلي ، و الغدة تحت اللسان . الغدد الثانوية تحتوي على غدد إفراز مخاطية صغيرة تقع في جميع أنحاء الفك والأنف و تجويف الفم. سرطان الغدد اللعابية نادر ، 2% من أورام الرأس والرقبة تشكل سرطان الغدد اللعابية ، وغالبا في الغدة النكافية 

## التصنيف
أورام الغدة اللعابية صنفت من قبل منظمة الصحة العالمية إلى أولية أوثانوية ، حميدة أو خبيثة ، وعن طريق منشأ الأنسجة. وهذا النظام يعرف خمسة فئات واسعة من أورام الغدة اللعابية.
•	أورام خبيثة طلائية ( مثال : ورم الخلايا العنيبي ، ورم البشرة المخاطية ،ورم اللحمية)
•	أورام حميدة طلائية ( مثال : ورم ظهاري عضلي متعدد الأشكال ، سرطان وارثن )
•	أورام الانسجة الرخوة ( هيمانجيوما : الورم الوعائي )
•	أورام الغدد اللمفاوية ( ورم غدد هوكجين اللمفاوية )
•	الأورام الثانوية .

## العلامات والاعراض
العارض الأكثر شيوعا لسرطان الغدة اللعابية الرئيسي هو تورم بدون ألم في الغدة المتضررة ، أحيانا قد يكون مصحوبا بشلل في العصب الوجهي .

## الأسباب
عوامل الخطورة هي كل ما يجعل الإنسان أكثر عرضة لتطور المرض من غيره، فقد تكون تلك العوامل:
موروثة: كالجينات المتدمرة في الحمض النووي.
بيئية: كالعيش في مناطق ملوثة جوياً.
لها ارتباط بالحياة الاجتماعية ونمط العيش: كتدخين التبغ.
وكلما ازدادت عوامل الخطورة لدى الإنسان أصبح أكثر عرضة لتطور المرض.
ومن عوامل الخطورة لتطور سرطان الغدد اللعابية:
التعرض للعلاج بالإشعاع.
التعرض لمركبات النيكل وغبار السيليكا والكيروسين.
الإصابة بسرطان الجلد.
استخدام الخضار المحفوظة بالملح.

## الأعراض المرضية
سرطان الغدد اللعابية قد يؤدي إلى أي ممايلي:
ألم.
فقدان الحركة في الوجه.
ورم في العنق.
ورم غير مؤلم في اللهات أو الشفة أو داخل الفم.
انسداد أو احتقان الأنف.
تغير النظر.

## العلاج

### العلاج الإشعاعي
وقد استخدم علاج النيترون السريع بنجاح لعلاج أورام الغدة اللعابية ، وأظهرت بشكل كبير فعاليتها أكثر من الفوتونات في دراسة قطوعات علاج أورام الغدة اللعابية.